# Im Dschungel ist der Teufel los
Im Dschungel ist der Teufel los ist eine deutsche Filmkomödie aus dem Jahr 1982 von Harald Reinl, dessen letzte Kinofilmregie dies war. Die Hauptrolle spielte Robert Mitchums Sohn Jim.

## Handlung
Der schurkische Fluglinienbetreiber Comora steht mit seiner maroden Gesellschaft kurz vor dem Konkurs. Um über die Absturzversicherung an dringend benötigtes Geld zu kommen, plant er, den nächsten Flug einer seiner klapprigen Propellermaschinen zum Absturz zu bringen. Er sabotiert die Ölleitung und engagiert den raubeinigen, versoffenen Buschpiloten Butch Donovan. Der ahnungslose Amerikaner soll, so Comoras Plan, mit der Maschine, die mit mehreren europäischen Tropen-Urlaubern belegt ist, abstürzen. Der Crash soll wie ein tragisches Unglück aussehen. Mit der ausgezahlten Versicherungssumme hofft Comora, sich finanziell sanieren zu können. Doch Comoras perfider Plan schlägt fehl, denn Donovan sieht zwar verlottert aus und macht auch sonst nicht gerade den zuverlässigsten Eindruck, aber als erfahrener Buschpilot macht ihm niemand etwas vor. Mit viel Mühe kann er, zusammen mit seinem Kopiloten Jeff Perkins, das altersschwache Flugzeug auf einer unbewohnten Insel irgendwo im afrikanischen Nirgendwo notlanden. Alle Passagiere bleiben unverletzt und kommen mit dem Schrecken davon.
In einer aufgegebenen Rundfunkstation finden die Flugbrüchigen Wasservorräte und Lebensmittel, sodass das Überleben der nächsten Tage gesichert ist. Man richtet sich dort häuslich ein und kann der Abgeschiedenheit zunächst sogar einiges abgewinnen. Doch so ganz unbewohnt ist die Insel nicht: man muss das Eiland mit zahlreichen wilden Tieren teilen, die normalerweise dem Menschen gegenüber nicht immer friedlich sind. Als erstes stoßen die Ferienreisenden auf eine Gruppe von Löwen, die sich zu aller Überraschung als recht zahm und friedlich erweisen. Butch trifft auf die Eingeborene Maureen, und der kleine schwarze Tony, der als blinder Passagier mitgereist war, erweist sich als pfiffiger Kumpan und Helfer. Auch die Liebe, zwischen Martin und Gaby, kommt derweil nicht zu kurz.
Wilhelm Buerli, einem technisch begabten Urlauber aus der Schweiz, gelingt es, aus dem Flugzeugwrack eine Batterie zu bergen und damit ein Radio in Gang zu bringen. Dadurch können die Gestrandeten endlich ein Notruf-Signal an die Außenwelt abgeben, das leider auch Comora empfängt. Da es ihm überhaupt nicht recht ist, dass es bei seinem Sabotageversuch Überlebende und damit Zeugen gegeben hat, entsendet er einige Männer, die sein schäbiges Werk zu Ende bringen und die Überlebenden ermorden sollen. Mit einem Hubschrauber landet Comora mit seiner schwer bewaffneten Gangstertruppe auf der Insel. Doch zu seiner Verblüffung haben sich die Gestrandeten längst mit den wilden Tieren, darunter Panther, Tiger, Elefanten, Nashörner und überraschenderweise auch ein Seelöwe, angefreundet und verbündet. Gemeinsam gelingt es Tier und Mensch, die Schurken nach und nach auszuschalten, so dass die Verschollenen sich letztendlich retten können.

## Produktionsnotizen
Im Dschungel ist der Teufel los wurde durch den erfolgreichen amerikanischen Film Roar – Die Löwen sind los (1981) angeregt. Der Film wurde an 60 Drehtagen zwischen dem 1. Februar und dem 9. Mai 1982 in Südafrika (Pietermaritzburg, Johannesburg, Durban und Umgebung) und auf den Seychellen gedreht. Die Atelieraufnahmen entstanden in Puchheim bei München. Die Kosten beliefen sich auf rund 7 Millionen DM. Der Film lief am 4. September 1982 im Urania-Kino von Leutkirch im Allgäu an.
Produzent Hartwigs langjähriger Mitarbeiter Ludwig Spitaler hatte die Herstellungsleitung, vom Team Karl Spiehs Erich Tomek die Produktions- und Otto W. Retzer die Aufnahmeleitung. Peter Rothe entwarf die wenigen Filmbauten. Die Kostüme stammen aus der Hand von Rolf Albrecht. Carl Schenkel assistierte Harald Reinl und war zugleich Regisseur des zweiten Teams.
Das Lied „Im Dschungel ist der Teufel los“ stammt von Bernie Paul und Charly Ricanek und wurde von Thomas Ohrner gesungen.

## Kritiken
Die Kritiken zu Reinls letztem Film fielen durchgehend sehr ungnädig aus. Nachfolgend einige Beispiele.

„Den Schlußpunkt seiner Karriere setzte das in jeder Hinsicht miserable und von stümperhaften ‚Schauspielern‘ getragene Actionlustspiel ‚Im Dschungel ist der Teufel los‘ — Klassen entfernt von früheren Unterhaltungsglanzleistungen wie ‚Der Schatz im Silbersee‘.“

„Mäßiger Unterhaltungsfilm mit bemerkenswerten Raubtierszenen.“

„Auch Reinls letzter Film IM DSCHUNGEL IST DER TEUFEL LOS … scheiterte an seiner schablonenhaften Vorlage, die vermeintlichen Humor mit Abenteuerfilm-Klischees kombinierte.“

Fischers Film Almanach 1983 befand: Es fehle „jeder Anflug von Phantasie, und auch die Gags sind so alt und blöd, daß einem vor Traurigkeit die Tränen kommen“.
In der fünften Staffel der satirischen deutschen Fernsehreihe Die schlechtesten Filme aller Zeiten wurde der Film 2017 als laufende Nummer 58 gesendet.